# Bonifaz Flaschenträger
Bonifaz Flaschenträger (* 9. Juni 1894 in Daglfing-Englschalking; † 9. Juli 1957 in Alexandria) war ein deutscher Biochemiker und Hochschullehrer.

## Akademische Qualifikationen
Flaschenträger studierte Medizin, Chemie und  technische Wissenschaften in Leipzig und München. 1921 wurde er an der Universität Leipzig im Fach Chemie promoviert, im Jahr darauf folgte die Promotion in Medizin. 1926 folgte an der Universität Leipzig seine Habilitation für Physiologie, seine Habilitationsschrift befasste sich mit Prozessen des Fettstoffwechsels.

## Beruflicher Werdegang
Flaschenträger arbeitete seit 1921 als Assistent am Institut für Physiologische Chemie der Universität Leipzig. Ab 1926 wirkte er als Privatdozent für Physiologie an der Medizinischen Fakultät dieser Hochschule. Nichtplanmäßiger außerordentlicher Professor für Physiologie an dieser Fakultät wurde er 1931. Noch im selben Jahr nahm er einen Ruf der Universität Zürich an und wurde dort Ordinarius für Physiologische Chemie. Bis 1945 leitete er dort das entsprechende Institut als Direktor.
Am 28. November 1938 hatte Flaschenträger die Aufnahme in die NSDAP beantragt und wurde zum 1. September 1939 aufgenommen (Mitgliedsnummer 7.077.117). Nach Ende des Zweiten Weltkriegs veranlasste die Schweizer Bundesanwaltschaft 1946 die Ausweisung von exponierten Nationalsozialisten aus der Schweiz. Zu ihnen zählte auch Flaschenträger. Nach Christoph Mörgeli hatten ihn die Nationalsozialisten zudem im Falle eines Einmarsches in die Schweiz als Universitätsrektor vorgesehen.
Nach seiner Entlassung ging Flaschenträger nach Ägypten und hatte an der Universität Alexandria von 1946 bis 1949 eine Professur für Organische Chemie. Von 1949 bis 1957 wirkte er dort als Professor für Biologische Chemie. Außerdem betätigte er sich am Massarita Hospital.
Flaschenträger befasste sich insbesondere mit Biochemie und Mikrochemie. Neben kleineren wissenschaftlichen Arbeiten verfasste er zusammen mit Emil Lehnartz ein Lehr- und Handbuch für Ärzte, Biologen und Chemiker mit dem Titel Physiologische Chemie, das erstmals 1951 erschien.

## Ehrung
Im Sommer 1957 erhielt er das Verdienstkreuz Erster Klasse der Bundesrepublik Deutschland.

## Schriften (Auswahl)
- Beiträge zur Kenntnis des Fettstoffwechsels, Leipzig 1926.
- (zusammen mit Emil Lehnartz): Physiologische Chemie. Ein Lehr- und Handbuch für Ärzte, Biologen und Chemiker. Hervorgegangen aus dem Lehrbuch der physiologischen Chemie von Olof Hammarsten. Springer, Berlin, Göttingen, Heidelberg 1951.